# Bogdan Lobonț
Bogdan Lonut Lobonț (Hunedoara, 18 januari 1978) is een voormalig Roemeens doelman in het betaald voetbal. Hij kwam van 1995 tot en met 2018 uit voor Corvinul, Rapid Boekarest, Ajax, Dinamo Boekarest, Fiorentina en AS Roma. Lobonț was van 1998 tot en met 2013 international in het Roemeens voetbalelftal en speelde 85 interlands.

## Clubcarrière
Lobonț begon met voetballen bij FC Corvinul Hunedoara, waar hij tot 1997 speelde. Hij verhuisde in dat jaar naar Rapid Boekarest. Lobonț was succesvol bij deze club en hij werd opgemerkt door de scouts van AFC Ajax, waar hij in 2000 naar verhuisde. Op 26 november 2000 maakte hij zijn debuut voor de club, in een met 2-1 verloren uitwedstrijd tegen FC Utrecht. In zijn tweede seizoen werd hij, geplaagd door blessures en met een gebrek aan ervaring, uitgeleend aan Dinamo Boekarest. Bij zijn terugkeer bij Ajax werd hij eerste keeper, maar door meer blessures en fluctuerende vorm was hij niet de eerste keus voor het daarop volgende jaar.
De laatst opvallende wedstrijd van Bogdan Lobonț voor Ajax is de wedstrijd in Nijmegen tegen N.E.C. in het seizoen 2004/2005. Maarten Stekelenburg moest na een botsing met Romano Denneboom geblesseerd van het veld en Lobonț zat op de bank en moest er dus in. NEC kreeg een penalty, die door Lobonț werd gestopt, waardoor Ajax met 1-0 won.
Op 20 januari 2006 verliet Lobonț AFC Ajax voor ACF Fiorentina. Omdat eerste doelman Sébastien Frey door een blessure een half jaar aan de kant stond, werd Lobonț aangetrokken als vervanger.
In zijn eerste periode bij Fiorentina kon Lobonț nog rekenen op een basisplaats. In het seizoen 2006/07 was Frey echter weer hersteld van zijn blessure. Op 14 januari 2007 werd bekendgemaakt dat de speler voor 500.000 euro vertrekt naar Dinamo Boekarest.
Op 31 augustus 2009 verttrok de Roemeen op huurbasis (met een optie tot koop) naar AS Roma. Lobonț was daarvoor al enkele weken in training bij Roma, waar hij onder toeziend oog van de medische staf herstelde van een kruisbandblessure waaraan hij in april 2009 werd geopereerd. AS Roma nam hem na zijn huurperiode definitief over en hield hem aan als reservedoelman. Hij verlengde in juli 2016 zijn contract bij de club tot medio 2018.

## Clubstatistieken
| Seizoen | Club               | Competitie | Duels | Doelp. |
| ------- | ------------------ | ---------- | ----- | ------ |
| 1995/96 | Corvinul Hunedoara | Divizia B  | 6     | 0      |
| 1996/97 | Corvinul Hunedoara | Divizia B  | 34    | 0      |
| 1997/98 | Rapid Boekarest    | Liga 1     | 33    | 0      |
| 1998/99 | Rapid Boekarest    | Liga 1     | 31    | 0      |
| 1999/00 | Rapid Boekarest    | Liga 1     | 16    | 0      |
| 2000/01 | AFC Ajax           | Eredivisie | 1     | 0      |
| 2001/02 | → Dinamo Boekarest | Liga 1     | 22    | 0      |
| 2002/03 | AFC Ajax           | Eredivisie | 17    | 0      |
| 2003/04 | AFC Ajax           | Eredivisie | 24    | 0      |
| 2004/05 | AFC Ajax           | Eredivisie | 7     | 0      |
| 2005/06 | AFC Ajax           | Eredivisie | 0     | 0      |
| 2005/06 | ACF Fiorentina     | Serie A    | 17    | 0      |
| 2006/07 | ACF Fiorentina     | Serie A    | 0     | 0      |
| 2006/07 | Dinamo Boekarest   | Divizia A  | 14    | 0      |
| 2007/08 | Dinamo Boekarest   | Divizia A  | 32    | 0      |
| 2008/09 | Dinamo Boekarest   | Divizia A  | 25    | 0      |
| 2009/10 | → AS Roma          | Serie A    | 2     | 0      |
| 2010/11 | AS Roma            | Serie A    | 6     | 0      |
| 2011/12 | AS Roma            | Serie A    | 9     | 0      |
| 2012/13 | AS Roma            | Serie A    | 5     | 0      |
| 2013/14 | AS Roma            | Serie A    | 0     | 0      |
| 2014/15 | AS Roma            | Serie A    | 0     | 0      |
| 2015/16 | AS Roma            | Serie A    | 0     | 0      |
| 2016/17 | AS Roma            | Serie A    | 0     | 0      |
| 2017/18 | AS Roma            | Serie A    | 0     | 0      |
| Totaal  |                    |            | 301   | 0      |

Europese wedstrijden bij clubs
| 1998/99   | Rapid Boekarest  | Cup Winners' Cup      | 3      | 0 |  |  |    |   |
| 1999/00   | Rapid Boekarest  | UEFA Cup              | 2      | 0 |  |  |    |   |
| 2003/04   | AFC Ajax         | UEFA Champions League | 7      | 0 |  |  |    |   |
| 2004/05   | AFC Ajax         | UEFA Champions League | 2      | 0 |  |  |    |   |
| 2006/2007 | ACF Fiorentina   | UEFA Cup              | 2      | 0 |  |  |    |   |
| 2007/08   | Dinamo Boekarest | UEFA Champions League | 2      | 0 |  |  |    |   |
| 2007/08   | Dinamo Boekarest | UEFA Cup              | 2      | 0 |  |  |    |   |
| 2008/09   | Dinamo Boekarest | UEFA Cup              | 2      | 0 |  |  |    |   |
| 2009/10   | AS Roma          | UEFA Europa League    | 0      | 0 |  |  |    |   |
| 2010/11   | AS Roma          | UEFA Champions League | 3      | 0 |  |  |    |   |
| Totaal    | Totaal           | Totaal                | Totaal |   |  |  | 25 | 0 |

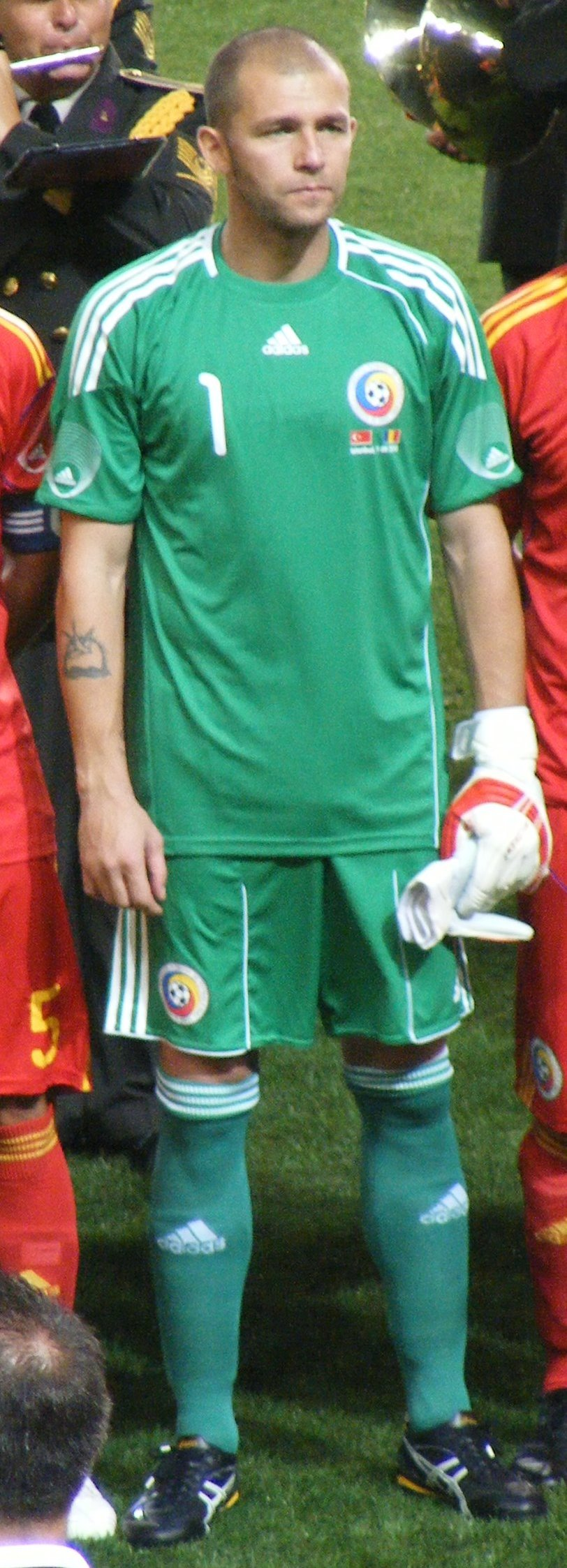
Bogdan Lobonț

Bron: https://www.romaniansoccer.ro/clubs/clubs.shtml?autoframe=1

## Interlandcarrière
Op 2 september 1998 werd Lobonț voor het eerst opgesteld in het Roemeens voetbalelftal. Hij mocht van bondscoach Victor Pițurcă in de met 7-0 gewonnen wedstrijd tegen Liechtenstein invallen voor Bogdan Stelea. Ook Adrian Mihalcea van Dinamo Boekarest maakte zijn debuut in deze wedstrijd als invaller.
| Interlands van Bogdan Lobonț voor Roemenië | Interlands van Bogdan Lobonț voor Roemenië | Interlands van Bogdan Lobonț voor Roemenië | Interlands van Bogdan Lobonț voor Roemenië | Interlands van Bogdan Lobonț voor Roemenië | Interlands van Bogdan Lobonț voor Roemenië |
| №                                          | Datum                                      | Wedstrijd                                  | Uitslag                                    | Competitie                                 |                                            |
| ------------------------------------------ | ------------------------------------------ | ------------------------------------------ | ------------------------------------------ | ------------------------------------------ | ------------------------------------------ |
| 1                                          | 02 Sep 1998                                | Roemenië – Liechtenstein                   | 7–0                                        | EK-kwalificatie                            |                                            |
| 2                                          | 03 Mar 1999                                | Roemenië – Estland                         | 2–0                                        | Vriendschappelijk                          |                                            |
| 3                                          | 31 Mar 1999                                | Azerbeidzjan – Roemenië                    | 0–1                                        | EK-kwalificatie                            |                                            |
| 4                                          | 05 Jun 1999                                | Roemenië – Hongarije                       | 2–0                                        | EK-kwalificatie                            |                                            |
| 5                                          | 09 Jun 1999                                | Roemenië – Azerbeidzjan                    | 4–0                                        | EK-kwalificatie                            |                                            |
| 6                                          | 18 Aug 1999                                | Cyprus – Roemenië                          | 2–2                                        | Vriendschappelijk                          |                                            |
| 7                                          | 04 Feb 2000                                | Roemenië – Georgië                         | 1–1                                        | Vriendschappelijk                          |                                            |
| 8                                          | 29 Mar 2000                                | Griekenland – Roemenië                     | 2–0                                        | Vriendschappelijk                          |                                            |
| 9                                          | 26 Apr 2000                                | Roemenië – Cyprus                          | 2–0                                        | Vriendschappelijk                          |                                            |
| 10                                         | 27 May 2000                                | Nederland – Roemenië                       | 2–1                                        | Vriendschappelijk                          |                                            |
| 11                                         | 03 Jun 2000                                | Roemenië – Griekenland                     | 2–1                                        | Vriendschappelijk                          |                                            |
| 12                                         | 16 Aug 2000                                | Roemenië – Polen                           | 1–1                                        | Vriendschappelijk                          |                                            |
| 13                                         | 15 Nov 2000                                | Roemenië – Joegoslavië                     | 2–1                                        | Vriendschappelijk                          |                                            |
| 14                                         | 05 Dec 2000                                | Algerije – Roemenië                        | 3–2                                        | Vriendschappelijk                          |                                            |
| 15                                         | 05 Sep 2001                                | Hongarije – Roemenië                       | 0–2                                        | WK-kwalificatie                            |                                            |
| 16                                         | 06 Oct 2001                                | Roemenië – Georgië                         | 1–1                                        | WK-kwalificatie                            |                                            |
| 17                                         | 14 Nov 2001                                | Roemenië – Slovenië                        | 1–1                                        | WK-kwalificatie                            |                                            |
| 18                                         | 13 Feb 2002                                | Frankrijk – Roemenië                       | 2–1                                        | Vriendschappelijk                          |                                            |
| 19                                         | 27 Mar 2002                                | Roemenië – Oekraïne                        | 4–1                                        | Vriendschappelijk                          |                                            |
| 20                                         | 17 Apr 2002                                | Polen – Roemenië                           | 1–2                                        | Vriendschappelijk                          |                                            |
| 21                                         | 12 Feb 2003                                | Roemenië – Slowakije                       | 2–1                                        | Vriendschappelijk                          |                                            |
| 22                                         | 29 Mar 2003                                | Roemenië – Denemarken                      | 2–5                                        | EK-kwalificatie                            |                                            |
| 23                                         | 30 Apr 2003                                | Litouwen – Roemenië                        | 0–1                                        | Vriendschappelijk                          |                                            |
| 24                                         | 07 Jun 2003                                | Roemenië – Bosnië en Herzegovina           | 2–0                                        | EK-kwalificatie                            |                                            |
| 25                                         | 11 Jun 2003                                | Noorwegen – Roemenië                       | 1–1                                        | EK-kwalificatie                            |                                            |
| 26                                         | 06 Sep 2003                                | Roemenië – Luxemburg                       | 4–0                                        | EK-kwalificatie                            |                                            |
| 27                                         | 10 Sep 2003                                | Denemarken – Roemenië                      | 2–2                                        | EK-kwalificatie                            |                                            |
| 28                                         | 11 Oct 2003                                | Roemenië – Japan                           | 1–1                                        | Vriendschappelijk                          |                                            |
| 29                                         | 16 Nov 2003                                | Italië – Roemenië                          | 1–0                                        | Vriendschappelijk                          |                                            |
| 30                                         | 31 Mar 2004                                | Schotland – Roemenië                       | 1–2                                        | Vriendschappelijk                          |                                            |
| 31                                         | 28 Apr 2004                                | Roemenië – Duitsland                       | 5–1                                        | Vriendschappelijk                          |                                            |
| 32                                         | 27 May 2004                                | Ierland – Roemenië                         | 1–0                                        | Vriendschappelijk                          |                                            |
| 33                                         | 18 Aug 2004                                | Roemenië – Finland                         | 2–1                                        | WK-kwalificatie                            |                                            |
| 34                                         | 04 Sep 2004                                | Roemenië – Macedonië                       | 2–1                                        | WK-kwalificatie                            |                                            |
| 35                                         | 08 Sep 2004                                | Andorra – Roemenië                         | 1–5                                        | WK-kwalificatie                            |                                            |
| 36                                         | 09 Oct 2004                                | Tsjechië – Roemenië                        | 1–0                                        | WK-kwalificatie                            |                                            |
| 37                                         | 26 Mar 2005                                | Roemenië – Nederland                       | 0–2                                        | WK-kwalificatie                            |                                            |
| 38                                         | 30 Mar 2005                                | Macedonië – Roemenië                       | 1–2                                        | WK-kwalificatie                            |                                            |
| 39                                         | 04 Jun 2005                                | Nederland – Roemenië                       | 2–0                                        | WK-kwalificatie                            |                                            |
| 40                                         | 08 Jun 2005                                | Roemenië – Armenië                         | 3–0                                        | WK-kwalificatie                            |                                            |
| 41                                         | 17 Aug 2005                                | Roemenië – Andorra                         | 2–0                                        | WK-kwalificatie                            |                                            |
| 42                                         | 03 Sep 2005                                | Roemenië – Tsjechië                        | 2–0                                        | WK-kwalificatie                            |                                            |
| 43                                         | 08 Oct 2005                                | Finland – Roemenië                         | 0–1                                        | WK-kwalificatie                            |                                            |
| 44                                         | 12 Nov 2005                                | Roemenië – Ivoorkust                       | 1–2                                        | Vriendschappelijk                          |                                            |
| 45                                         | 01 Mar 2006                                | Slovenië – Roemenië                        | 0–2                                        | Vriendschappelijk                          |                                            |
| 46                                         | 23 May 2006                                | Roemenië – Uruguay                         | 0–2                                        | Vriendschappelijk                          |                                            |
| 47                                         | 27 May 2006                                | Roemenië – Colombia                        | 0–0                                        | Vriendschappelijk                          |                                            |
| 48                                         | 16 Aug 2006                                | Roemenië – Cyprus                          | 2–0                                        | Vriendschappelijk                          |                                            |
| 49                                         | 02 Sep 2006                                | Roemenië – Bulgarije                       | 2–2                                        | EK-kwalificatie                            |                                            |
| 50                                         | 06 Sep 2006                                | Albanië – Roemenië                         | 0–2                                        | EK-kwalificatie                            |                                            |
| 51                                         | 07 Feb 2007                                | Roemenië – Moldavië                        | 2–0                                        | Vriendschappelijk                          |                                            |
| 52                                         | 24 Mar 2007                                | Nederland – Roemenië                       | 0–0                                        | EK-kwalificatie                            |                                            |
| 53                                         | 28 Mar 2007                                | Roemenië – Luxemburg                       | 3–0                                        | EK-kwalificatie                            |                                            |
| 54                                         | 02 Jun 2007                                | Slovenië – Roemenië                        | 1–2                                        | EK-kwalificatie                            |                                            |
| 55                                         | 06 Jun 2007                                | Roemenië – Slovenië                        | 2–0                                        | EK-kwalificatie                            |                                            |
| 56                                         | 22 Aug 2007                                | Roemenië – Turkije                         | 2–0                                        | Vriendschappelijk                          |                                            |
| 57                                         | 08 Sep 2007                                | Wit-Rusland – Roemenië                     | 1–3                                        | EK-kwalificatie                            |                                            |
| 58                                         | 13 Oct 2007                                | Roemenië – Nederland                       | 1–0                                        | EK-kwalificatie                            |                                            |
| 59                                         | 17 Oct 2007                                | Luxemburg – Roemenië                       | 0–2                                        | EK-kwalificatie                            |                                            |
| 60                                         | 17 Nov 2007                                | Bulgarije – Roemenië                       | 1–0                                        | EK-kwalificatie                            |                                            |
| 61                                         | 21 Nov 2007                                | Roemenië – Albanië                         | 6–1                                        | EK-kwalificatie                            |                                            |
| 62                                         | 06 Feb 2008                                | Israël – Roemenië                          | 1–0                                        | Vriendschappelijk                          |                                            |
| 63                                         | 31 May 2008                                | Roemenië – Montenegro                      | 4–0                                        | Vriendschappelijk                          |                                            |
| 64                                         | 09 Jun 2008                                | Frankrijk – Roemenië                       | 0–0                                        | EK-eindronde                               |                                            |
| 65                                         | 13 Jun 2008                                | Italië – Roemenië                          | 1–1                                        | EK-eindronde                               |                                            |
| 66                                         | 17 Jun 2008                                | Nederland – Roemenië                       | 2–0                                        | EK-eindronde                               |                                            |
| 67                                         | 20 Aug 2008                                | Roemenië – Letland                         | 1–0                                        | Vriendschappelijk                          |                                            |
| 68                                         | 06 Sep 2008                                | Roemenië – Litouwen                        | 0–3                                        | WK-kwalificatie                            |                                            |
| 67                                         | 10 Sep 2008                                | Faeröer – Roemenië                         | 0–1                                        | WK-kwalificatie                            |                                            |
| 70                                         | 11 Oct 2008                                | Roemenië – Frankrijk                       | 2–2                                        | WK-kwalificatie                            |                                            |
| 71                                         | 19 Nov 2008                                | Roemenië – Georgië                         | 2–1                                        | Vriendschappelijk                          |                                            |
| 72                                         | 11 Feb 2009                                | Roemenië – Kroatië                         | 1–2                                        | Vriendschappelijk                          |                                            |
| 73                                         | 28 Mar 2009                                | Roemenië – Servië                          | 2–3                                        | WK-kwalificatie                            |                                            |
| 74                                         | 01 Apr 2009                                | Oostenrijk – Roemenië                      | 2–1                                        | WK-kwalificatie                            |                                            |
| 75                                         | 29 May 2010                                | Oekraïne – Roemenië                        | 3–2                                        | Vriendschappelijk                          |                                            |
| 76                                         | 05 Jun 2010                                | Roemenië – Honduras                        | 3–0                                        | Vriendschappelijk                          |                                            |
| 77                                         | 11 Aug 2010                                | Turkije – Roemenië                         | 2–0                                        | Vriendschappelijk                          |                                            |
| 78                                         | 03 Sep 2010                                | Roemenië – Albanië                         | 1–1                                        | EK-kwalificatie                            |                                            |
| 79                                         | 30 May 2012                                | Zwitserland – Roemenië                     | 0–1                                        | Vriendschappelijk                          |                                            |
| 80                                         | 15 Aug 2012                                | Slovenië – Roemenië                        | 4–3                                        | Vriendschappelijk                          |                                            |
| 81                                         | 07 Sep 2012                                | Estland – Roemenië                         | 0–2                                        | WK-kwalificatie                            |                                            |
| 82                                         | 11 Sep 2012                                | Roemenië – Andorra                         | 4–0                                        | WK-kwalificatie                            |                                            |
| 83                                         | 04 Jun 2013                                | Roemenië – Trinidad en Tobago              | 4–0                                        | Vriendschappelijk                          |                                            |
| 84                                         | 11 Oct 2013                                | Andorra – Roemenië                         | 0–4                                        | WK-kwalificatie                            |                                            |
| 85                                         | 15 Nov 2013                                | Griekenland – Roemenië                     | 3–1                                        | WK-kwalificatie                            |                                            |
| 86                                         | 5 Jun 2018                                 | Roemenië – Finland                         | 2-0                                        | Vriendschappelijk                          |                                            |

## Erelijst
| Competitie                |                 |                  |                 |                 |
| Competitie                | Aantal          | Jaren            |                 |                 |
| Rapid Boekarest           | Rapid Boekarest | Rapid Boekarest  | Rapid Boekarest | Rapid Boekarest |
| ------------------------- | --------------- | ---------------- | --------------- | --------------- |
| Kampioen Divizia A        | 1x              | 1998/99          |                 |                 |
| Beker van Roemenië        | 1x              | 1997/98          |                 |                 |
| Roemeense supercup        | 1x              | 1999             |                 |                 |
| Ajax                      |                 |                  |                 |                 |
| Kampioen Eredivisie       | 1x              | 2003/04          |                 |                 |
| Johan Cruijff Schaal      | 2x              | 2002, 2005       |                 |                 |
| Dinamo Boekarest          |                 |                  |                 |                 |
| Kampioen Divizia A/Liga 1 | 2x              | 2001/02, 2006/07 |                 |                 |